# Proyecto Co - Creations
Proyecto Co - Creations es un reality show producido por Eyeworks-Cuatro Cabezas dedicado a encontrar al mejor estilista latinoamericano entre los participantes de Argentina, Chile, Perú, Colombia y México. En cada semana habrá una "misión" que realizar, es decir, un desafío estilístico que las modelos deben respetar (realizando cambios de peinado, vestuario, maquillaje y fotografía). Aquel concursante que cumpla con las siete propuestas ganará 50 mil dólares, un curso de styling en Europa y además, será el creador de la portada de una edición de la revista Elle.
El show es auspiciado por la línea de cuidados para el cabello Co - Creations de Sedal, una marca perteneciente a la multinacional Unilever. 
La conducción está a cargo de la modelo argentina Valeria Mazza.

## Estilistas
| Nombre                      | Nacionalidad         | Edad | Puesto Alcanzado        | Prueba de eliminación         |
| --------------------------- | -------------------- | ---- | ----------------------- | ----------------------------- |
| Romina Carbajal             | Bandera de Chile     | 30   | Ganadora                |                               |
| Juan Pablo Villeta Elizondo | Bandera de México    | 24   | Segundo Puesto          |                               |
| Diego "Pachi" Vélez         | Bandera de Argentina | 35   | Semifinalista Eliminado | "Co - crear con un compañero" |
| Alejandro Restrepo          | Bandera de Colombia  | 33   | Semifinalista Eliminado | "Co - crear con un compañero" |
| Juan Francisco Banbarán     | Bandera de Perú      | 29   | Tercer Eliminado        | "Zero Gravity"                |
| Robin Castrejón             | Bandera de México    | 32   | Segundo Eliminado       | "Cabello Maltratado"          |
| Vanessa Skarek              | Bandera de Argentina | 26   | Primera Eliminada       | "El color es el protagonista" |

## Episodios y Misiones

### Episodio 1
Misión: "El desafío del brillo" (crear una portada urbana para Elle en Buenos Aires en donde se destaque el "brillo" en el cabello).

Co-Creador Sedal: Jamal Hammadi 

Invitado especial: Ana María Ocejo (editora de Elle México).

Ganador de la misión: Juan Pablo 

Perdedores de la misión: Pachi , Romina , Vanessa 

### Episodio 2
Misión: "El liso más liso" (lograr un método de alisado perfecto en una portada de alta costura).

Co-Creador Sedal:Yuko Yamashita

Invitados especiales: Gabriel Roca

Ganador de la misión: Pachi 

Perdedores de la misión: Juan , Robin 

### Episodio 3
Misión: "El color es el protagonista" (cambiarle el color de cabello a una modelo asignada y crear una portada funky).

Co-Creador Sedal: Rita Hazan 

Invitado especial: Benito Fernández (diseñador de modas).

Ganador de la misión: Juan 

Perdedor de la misión: Pachi 

Eliminado: Vanessa 

### Episodio 4
Misión: "Fashion Emergency" 

Co-Creador Sedal: Thomas Taw 

Invitado especial: 

Ganador de la misión: Romina 

Perdedor de la misión: 

Eliminado: Robin 

### Episodio 5
Misión: "El look perfecto pase lo que pase".

Co-Creador Sedal: Teddy Charles 

Invitado especial: José Luis Rugeles 

Ganador de la misión: Pachi 

Perdedor de la misión: Juan Pablo 

Eliminado:

### Episodio 6
Misión: "Zero Gravity"

Co-Creador Sedal: Francesca Fusco 

Invitado especial: 

Ganador de la misión: Alejandro 

Perdedor de la misión: Juan 

Eliminado: Juan 

### Episodio 7
Misión: "Rizos obedientes"

Co-Creador Sedal: Ouidad 

Invitado especial: Laurencio Adot 

Ganador de la misión: No hubo ganador

Perdedor de la misión: No hubo perdedor

Eliminado: Sin eliminado

## Progreso de los concursantes
| # | Estilista     | Misión | Misión | Misión | Misión | Misión | Misión | Misión | Misión | Misión   | Misión | Misión | Misión |
| # | Estilista     | 1      | 2      | 3      | 4      | 5      | 6      | 7      | 8      | Final    |        |        |        |
| - | ------------- | ------ | ------ | ------ | ------ | ------ | ------ | ------ | ------ | -------- | ------ | ------ | ------ |
| 1 | Romina        | BAJA   | SIGUE  | SIGUE  | GANA   | SIGUE  | SIGUE  | SIGUE  | SIGUE  | GANADORA |        |        |        |
| 2 | Juan Pablo    | GANA   | SIGUE  | SIGUE  | SIGUE  | BAJA   | SIGUE  | SIGUE  | SIGUE  | FUERA    |        |        |        |
| 3 | Alejandro     | SIGUE  | SIGUE  | SIGUE  | SIGUE  | SIGUE  | GANA   | SIGUE  | FUERA  |          |        |        |        |
| 4 | Diego "Pachi" | BAJA   | GANA   | BAJA   | SIGUE  | GANA   | SIGUE  | SIGUE  | FUERA  |          |        |        |        |
| 5 | Juan          | SIGUE  | BAJA   | GANA   | BAJA   | SIGUE  | FUERA  |        |        |          |        |        |        |
| 6 | Robin         | SIGUE  | BAJA   | SIGUE  | FUERA  |        |        |        |        |          |        |        |        |
| 7 | Vanessa       | BAJA   | SIGUE  | FUERA  |        |        |        |        |        |          |        |        |        |

     Ganador de la misión de Co-creación Romina
     Se mantuvo en la competencia.
     Obtuvo el voto negativo de la misión de Co-Creación.
     Eliminado tras tener dos votos negativos.
     Eliminado en la semifinal.
     Ganador de la competencia.